# مدرسة الأحساء الابتدائية
مدرسة الأحساءالإبتدائية، ثاني مدرسة حكومية سعودية افتتحت في الأحساء في عهد الملك عبدالعزيز عام 1360هـ.

## موقع المدرسة
كانت المدرسة تقع في شبه هضبة خضراء مطلة على سوق الأحساء القديم، وعرفت هذه الهضبة باسم «أم الخبيصي» التي قيل فيها الكثير من الأشعار، وأصلها بستاناً تملكه أسرة الشعيبي، وكان يملك الجزء الغربي منها عبد الله بن أحمد الفهد آل ملحم. وتم شراء جزء من البستان، وأقيم عليه مبنى المدرسة بمبلغ لا يتجاوز 400 ريال.
وكان موقع المدرسة في مكان متوسط من فرقان وأحياء مدينة الهفوف خصوصًا حي النعاثل الحي العامر المشهور الذي يتكون من فرقان فرعية تشكل حينذاك الجزء الغربي من مدينة الهفوف.
وكان موقع المدرسة يطل من جهته الشرقية على سوق الأحساء الذي كان يتكون من أسواق فرعية مثل: سوق الغنم وسوق التمر وغيرهما.
كذلك كان موقع المدرسة قريبًا من حي الرفعة وفرقانه. وكان يقع بالقرب من جهة المدرسة الغربية جامع الإمام فيصل بن تركي آل سعود وكان للجامع دور مهم في الثقافة الدينية والاجتماعية التي كانت محل عناية مدرسة الأحساء الابتدائية، كما كان الجامع نفسه عونًا في مجال الثقافة والتوجيه للمدرسة ذاتها. كما كان جامع آخر يقع بالقرب من جهة المدرسة الجنوبية وهو جامع الشطيب والذي كان أئمته من أسرة آل نعيم.

## افتتاح مبنى المدرسة رسميًا
كان تدشين مبنى مدرسة الأحساء الابتدائية في المحرم من عام 1360هـ بسرور عظيم وفرحة بالغة من أهالي الأحساء الذين شاركوا الحكومة في تشييد المبنى وتهيئته؛ حيث تبرعوا بالأموال من أجل بناء المدرسة بجهود من أول مدير للمدرسة الأستاذ محمد علي النحاس الذي كان يحث الأهالي على ذلك ويقوم بزيارة الميسورين منهم ليساهموا بالتبرع في إنشاء المدرسة، واستطاع بتلك المساعدات وبدعم الحكومة السعودية تشييد بناء المدرسة، وبهذه المناسبة أقيم حفل افتتاحها في فنائها، وكان من بين الخطباء في الحفل الشيخ محمد بن حمد الني الذي سبق وأن تبرع بمنزله المستأجر ليصبح مقر المدرسة المؤقت؛ بسبب تخلي إدارة المدرسة للحكومة عن مبنى الحميدية؛ ليصبح مقرًا للشرطة عام 1358هـ.
استعرضت جريدة أم القرى الاحتفال الذي أقيم بمناسبة افتتاح مدرسة الأحساء الابتدائية في عددها (843) الصادر في 18 محرم 1360هـ.
كما أوردت صحيفة صوت الحجاز في عددها (553) الصادر في 7 صفر 1360هـ وصفصا مفصلاً للحفل وأسماء المتحدثين خاصة الشيخ محمد بن حمد النعيم الابن الأكبر لمؤسس مدرسة النجاح الأهلية بالأحساء.

## وصف مبنى المدرسة
يقع المبنى في الطرف الشرقي من حي النعاثل بالهفوف وكان كالقصر الشامخ في مدينة الهفوف القديمة في ذلك الوقت. أما مدخل المدرسة الشرقي فكان مشيدًا وفقًا لفن العمارة العربي الإسلامي.
وتخللت حيطانه الخارجية نوافذ أو شبابيك مستطيلة الشكل. وفي قلب المبنى فناء مربع الشكل تقريبًا وتحيط به من جميع جهاته أروقة مشابه لأروقة المساجد بنيت على طراز العمارة العربي الإسلامي، وكانت تقام به الألعاب الرياضية مثل: كرة السلة، وحفلات نادي المدرسة الأسبوعي. وفي أعماق هذه الأروقة من جهاتها -الجنوبية والشرقية والشمالية -قاعات الدراسة التي تطل نوافذها على شارعي المدرسة الشمالي والجنوبي بما فيها قاعة درس تسمى بــ (المحترقة أو المحترجة باللهجة الدراجة)، وهي عبارة عن قاعة درس مشهورة تقع في الزواية الشمالية الغربية من فناء النمدرسة، وكان يتخوف منها الطلاب المبتدئون وكان اجتيازهم لتلك القاعة في ذلك الوقت دليلاً على حسن مسيرتهم الدراسية في المدرسة.
" ومن يدخل من باب المدرسة – من بابها الرئيس المطل على جهة الشرق- يجد على جانبي المدخل مباشرة ًغرفتين متقابلتين إحداهما شمالية والأخرى جنوبية، وكان يشغل هاتين الغرفتين طلاب السنوات "الخامسة" و"السادسة". وبعد هاتين الغرفتين توجد قاعاتان كبيرتان متقابلتان من جهتي الشمال والجنوب مخصصتان لأعضاء هيئة التدريس بالمدرسة. وفي مواجهة كل "قاعة" مدخل فسيح. وكانت "القاعة" التي في الجهة الشمالية تُستخدمُ لمحاضرات وندوات أعضاء هيئة تدريس المدرسة. ويلي القاعتين غرفتان متقابلتان إحداهما شمالية وبها "مكتب" مدير المدرسة، والأخرى جنوبية وبها "مكاتب" إدارة المدرسة.
وبمحاذاة بابي "مكاتب" الإدارة يوجد مقعدان مستطيلان متقابلان بالممر نفسه المتجه إلى "فناء" المدرسة، واعتاد بعض المدرسين الجلوس على المقعدين عصراً، كما كان "مدير" المدرسة أو "وكيلها" يقف فيما بين المقعدين المتقابلين في الصباح – بعد انصراف الطلاب من " الطابور" إلى مقاعد الدرس – في انتظار الطلاب الذين يَصِلُون للمدرسة متأخرين عن حضور " طابور" الصباح إذ كانوا – أي الطلاب المتأخرون- يُسْتَقْبَلُونَ إما من قبل "مدير" المدرسة أو "وكيلها" حسب الأحوال بابتسامة غاضبة مشفوعة بضرب مؤثر بالعصا- الجاوية النوع أو الخيزرانة – في اليد اليمنى لقاء تأخرهم."

## وصلات خارجية
- لمحات من الماضيالمدرسة الأميرية بالأحساء«1-2»
- بقيود صارمة.. هكذا كان انطلاق الدراسة في “الأميرية” بالأحساء قبل 80 عاما..!!